# Trioen
Trioen är en kulle i Antarktis. Den ligger i Östantarktis. Norge gör anspråk på området. Toppen på Trioen är 1 585 meter över havet.
Terrängen runt Trioen är lite kuperad. Trakten är obefolkad. Det finns inga samhällen i närheten.